# Los Ermals
Los Ermals (en francès Les Hermaux) és un municipi del departament francès del Losera a la regió d'Occitània.